# گوردون مک‌میلان
گوردون مک‌میلان (انگلیسی: Gordon MacMillan; ۷ ژانویهٔ ۱۸۹۷ – ۲۱ ژانویهٔ ۱۹۸۶) فرد نظامی اهل اسکاتلند بود. وی همچنین برندهٔ جوایزی همچون صلیب نظامی شده‌است.